# Acacia trinervata
Acacia trinervata är en ärtväxtart som beskrevs av Dc. Acacia trinervata ingår i släktet akacior, och familjen ärtväxter. Inga underarter finns listade i Catalogue of Life.